# Paulstraße 71 (Merken)

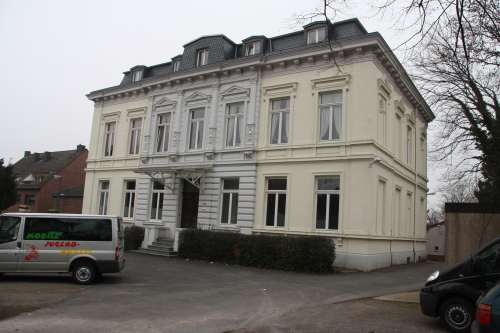
Das Gebäude

Das Haus Paulstraße 71 steht in Dürener Stadtteil Merken, Nordrhein-Westfalen.
Das Wohnhaus ist die ehemalige Villa Emmel und war lange Zeit das Elisabeth-Heim. Sie wurde in der zweiten Hälfte des 19. Jahrhunderts erbaut. Die Nebengebäude datieren von 1836. 
Die zweigeschossige verputzte Villa ist aus Backsteinmauerwerk hergestellt. Sie ist traufständig. Die Fassade ist siebenachsig gestaltet mit drei Mittelachsen, die risalitartig vorgelagert sind. Zum denkmalgeschützten Bereich gehört ein großer Park mit Weiher und Lourdesgrotte.
Das Bauwerk ist unter Nr. 11/005 in die Denkmalliste der Stadt Düren eingetragen.